# Saesol-dong
Saesol-dong (koreanska: 새솔동) är en stadsdel i kommunen Hwaseong i provinsen Gyeonggi i den nordvästra delen av Sydkorea,  30 km sydväst om huvudstaden Seoul. Stadsdelen inrättades 2018 på återvunnet land. Den ligger inte i anslutning till övriga stadsdelar (dong), utan ligger cirka 20 kilometer nordväst om kommunens centrala delar. Saesol-dong är det första delområdet inom ett projekt för återvunnet land som heter Songsan Green City. 